# 尼克频道儿童选择奖
尼克频道儿童选择奖（Nickelodeon Kids' Choice Awards），常简称为KCA或儿童选择奖，是由有线电视尼克国际儿童频道播出的一档年度颁奖礼，通常于3月末或4月初的某个周六晚上直播（在太平洋时区会有3小时的延播）。该奖项旨在奖励由尼克国际儿童频道观众投票选出的年度杰出电视、电影以及音乐表演。获胜者可以获得一个橙色的飞艇模型（该频道1984-2009年间的标志），同时它还可以作为万花筒。
该颁奖礼会邀请诸多名流作为嘉宾和进行音乐表演。该节目最知名的一点是会向参加者身上泼洒绿色软泥。席琳娜·戈梅茲获得了最多的儿童选择奖（10项），麥莉·希拉（9項）和亞曼達·拜恩斯（7项），布兰妮·斯皮尔斯，希拉里·达夫（4项）紧随其后。